# Pinotepa de Don Luis
Pinotepa de Don Luis là một đô thị thuộc bang Oaxaca, México. Năm 2005, dân số của đô thị này là 6703 người.